# Reglane Spady

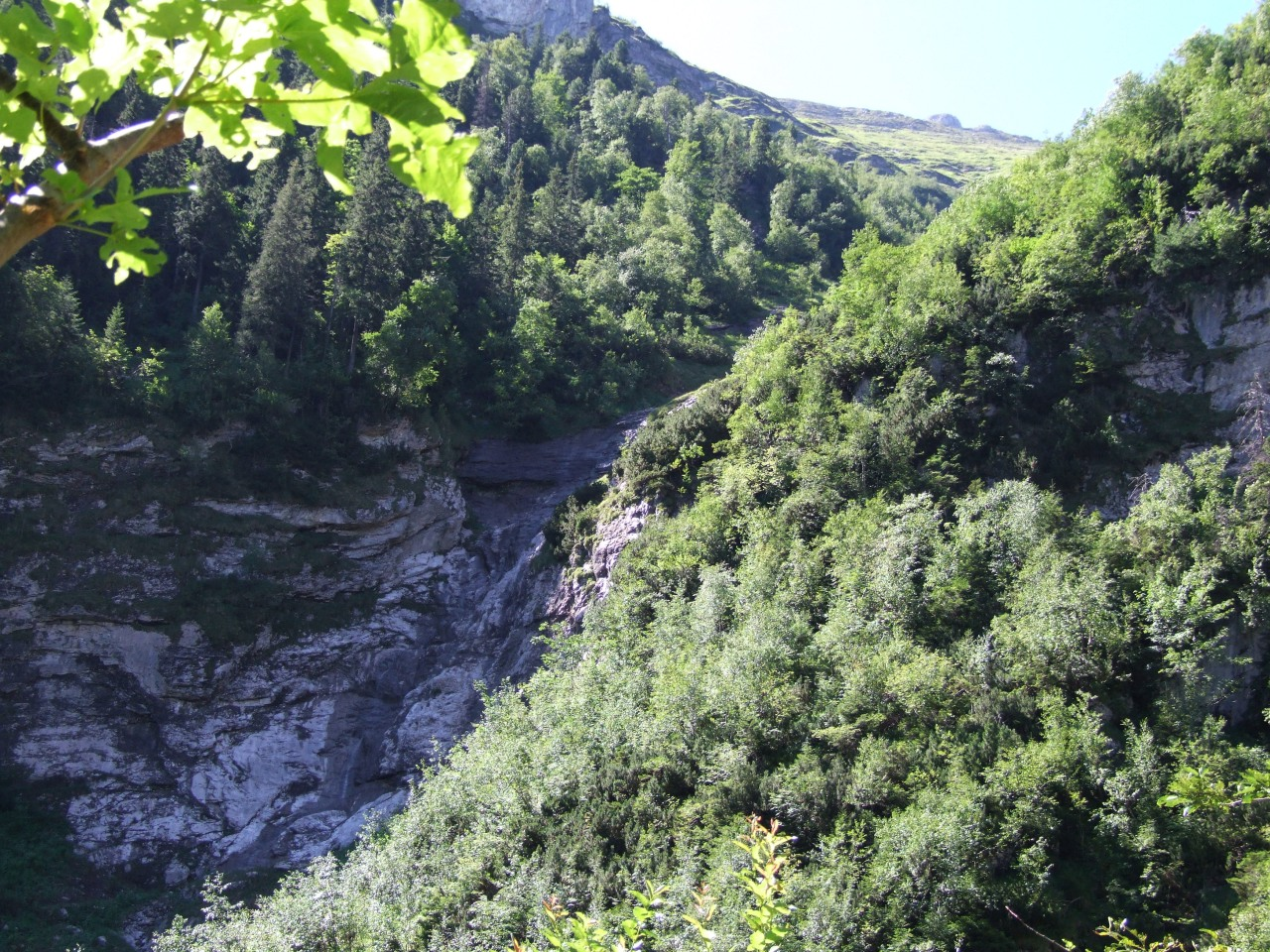
Fragment progu z Reglaną Siklawą

Reglane Spady – próg lodowcowy w Dolinie do Regli w Tatrach Bielskich na Słowacji. Znajduje się między północnymi stokami Szalonego Wierchu i Płaczliwej Skały, oddzielając dolną część Doliny do Regli od górnej – Doliny Szerokiej, Opadająca z Szalonego Wierchu grzęda zwana Wielkim Szalonym Klinem dzieli Reglane Spady na dwie części.
Reglane Spady położone są na wysokości około 1200 do 1600 m n.p.m. Mający wysokość około 400 m próg lodowcowy został utworzony przez największy w Tatrach Bielskich lodowiec. Jego pozostałością są dwa kotły lodowcowe; Szalony Kocioł i Dolina Szeroka, spadający z Reglanych Spadów Reglany Potok tworzy na nich kaskadę wodospadów. Największy z nich to Reglana Siklawa. Zimą na potoku powstaje długi ciąg lodospadów.
Przez Reglane Spady prowadzi szlak turystyczny. Jest stromy, na krótkim odcinku pokonuje dużą różnice wysokości.

## Szlaki turystyczne
Zdziar – Dolina Mąkowa – Ptasiowska Rówienka – Dolina Szeroka Bielska – Szeroka Przełęcz Bielska – Szalony Przechód – Przełęcz pod Kopą. Suma podejść 1075 m, czas przejścia: 3.55 h, ↓ 3.10 h.